# Lothar Höhne
Lothar Höhne, né le 30 septembre 1938 à Marzahna près de Wittenberg, est un coureur cycliste allemand actif de 1955 à 1967.

## Biographie
Höhne commence sa carrière en 1955 au sein de l’équipe BSG Chemie Piesteritz. En 1958, à l'âge de 19 ans, il participe à sa première course par étapes en prenant le départ du Tour de RDA dans l'équipe du district de Halle. Il y termine 37e du classement final. À partir de 1959, il court sous le maillot du SC Rotation Leipzig, puis après la dissolution de ce club, de 1963 à 1966, pour le Armeesportklub Vorwärts Leipzig.
Il est deux fois champion de RDA du contre-la-montre par équipe, en 1959 avec le SC Rotation et en 1965 avec l'ASK Vorwärts. En 1959, il remporte le Tour de Slovaquie devant le local tchécoslovaque Jan Malten et se distingue deux fois comme vainqueur d'étape. L’année suivante, il gagne trois étapes du Tour de Roumanie.
La fédération cycliste de la RDA sélectionne Höhne pour le championnat du monde sur route 1960 à Sachsenring où il termine 34e. En 1961, Höhne fait partie de la sélection de la RDA sur le Tour international de la paix Varsovie-Est-Berlin-Prague. Il remporte la 1re étape et porte le maillot de leader durant une journée. Au classement général final, il se classe 28e et remporte le classement par équipe. L'année suivante, il est à nouveau membre de l’équipe est-allemande et termine 34e du général.
En 1962 et 1963, Höhne gagne la classique d'un jour Rund um Berlin et en 1964, termine deuxième. En 1963, il remporte Berlin-Angermünde-Berlin et deux ans plus tard, le classement général des Journées cyclistes de Copenhague. En 1966, il finit deuxième de la plus longue course d'un jour de RDA, Berlin-Cottbus-Berlin. Il réalise par la suite de bonnes performances dans les courses par étapes en terminant deuxième du classement général du Tour de Hongrie en 1963 et en remportant deux étapes du Tour de RDA en 1966. Finalement, à 28 ans, il met un terme à sa carrière sportive à l'automne 1967.

## Palmarès sur route

### Par année
- 1959
  -  Champion de RDA du contre-la-montre par équipe
  - Tour de Slovaquie
    - Classement général
    - 2e et 6e étape
- 1960
  - 3 étapes du Tour de Roumanie
- 1961
  - 1re étape de la Course de la Paix
- 1962
  - Rund um Berlin
- 1963
  - Rund um Berlin
  - Berlin-Angermünde-Berlin
  - 2e du Tour de Hongrie
- 1964
  - Neuseen Classics-Rund um die Braunkohle
  - 2e de Rund um Berlin
  - 2e du championnat de RDA du contre-la-montre par équipe
- 1965
  -  Champion de RDA du contre-la-montre par équipe
- 1966
  - 1re et 2e étape du Tour de RDA
  - 2e de Berlin-Cottbus-Berlin
  - 2e du championnat de RDA du contre-la-montre par équipe